# Репликативный белок А
Репликативный белок А (англ. Replication protein A, RPA) — белок, связывающий одноцепочечную ДНК в клетках эукариот. В ходе репликации ДНК RPA предотвращает спаривание одноцепочечных ДНК от образования дуплекса или формирования вторичных структур, так как репликация возможна только на неспаренной ДНК. RPA связывает одноцепочечную ДНК на начальной стадии гомологичной рекомбинации (один из этапов репарации ДНК и в профазе I мейоза). Как и в случае репликации ДНК, RPA требуется при репарации ДНК для того, чтобы поддерживать одноцепочечные участки ДНК в неспаренном состоянии, что делает нуклеофиламент доступным для белка RAD51 и его кофакторов.